# اسپرس ویکیفولیا

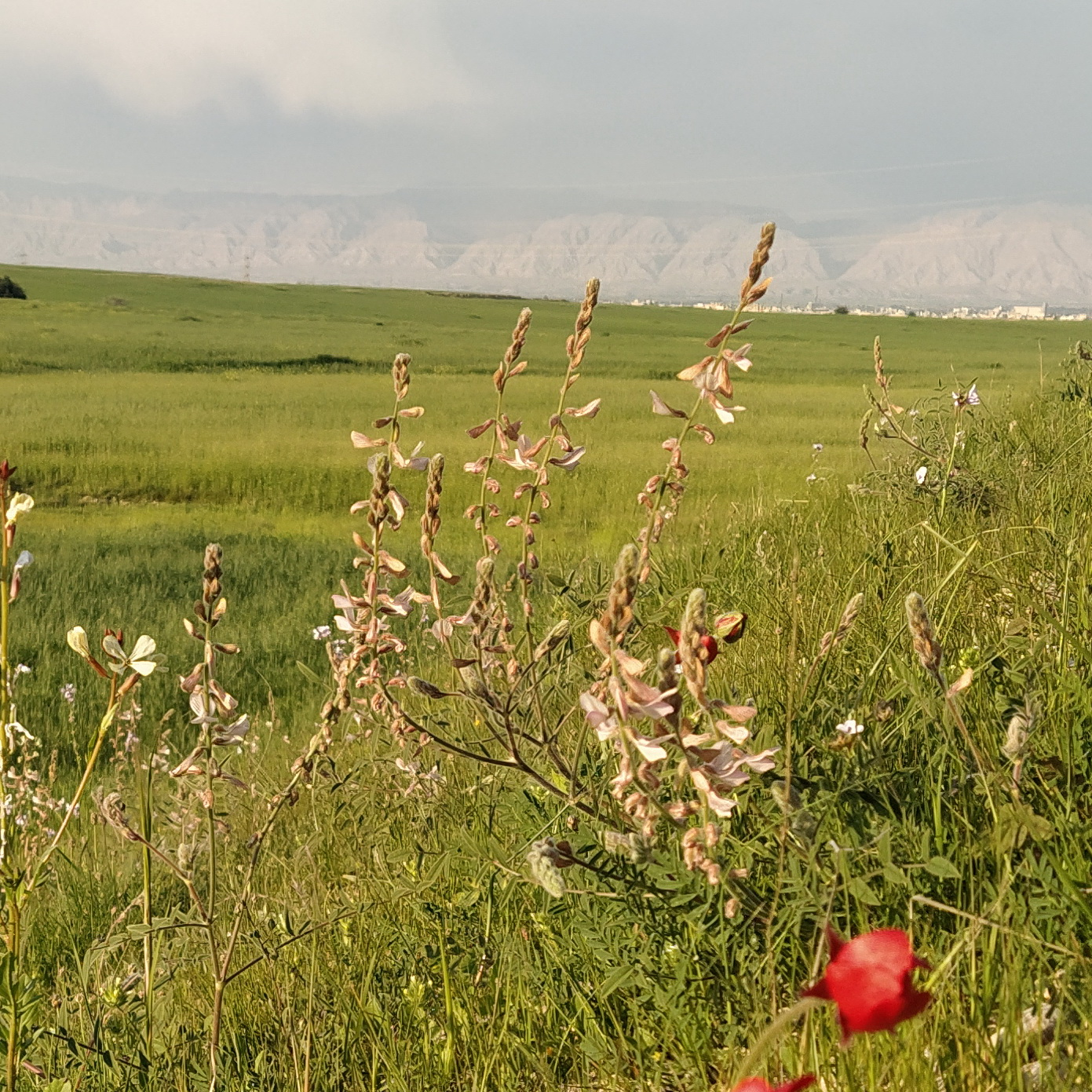
اسپرس ویکیفولیا خودرو در بهبهان

اسپرس ویکیفولیا (نام علمی: Onobrychis viciifolia) نام یک گونه از سرده اسپرس است. این گیاه در مناطقی از ایران، همچون شهرستان بهبهان، به صورت خودرو می‌روید. 

## نگارخانه

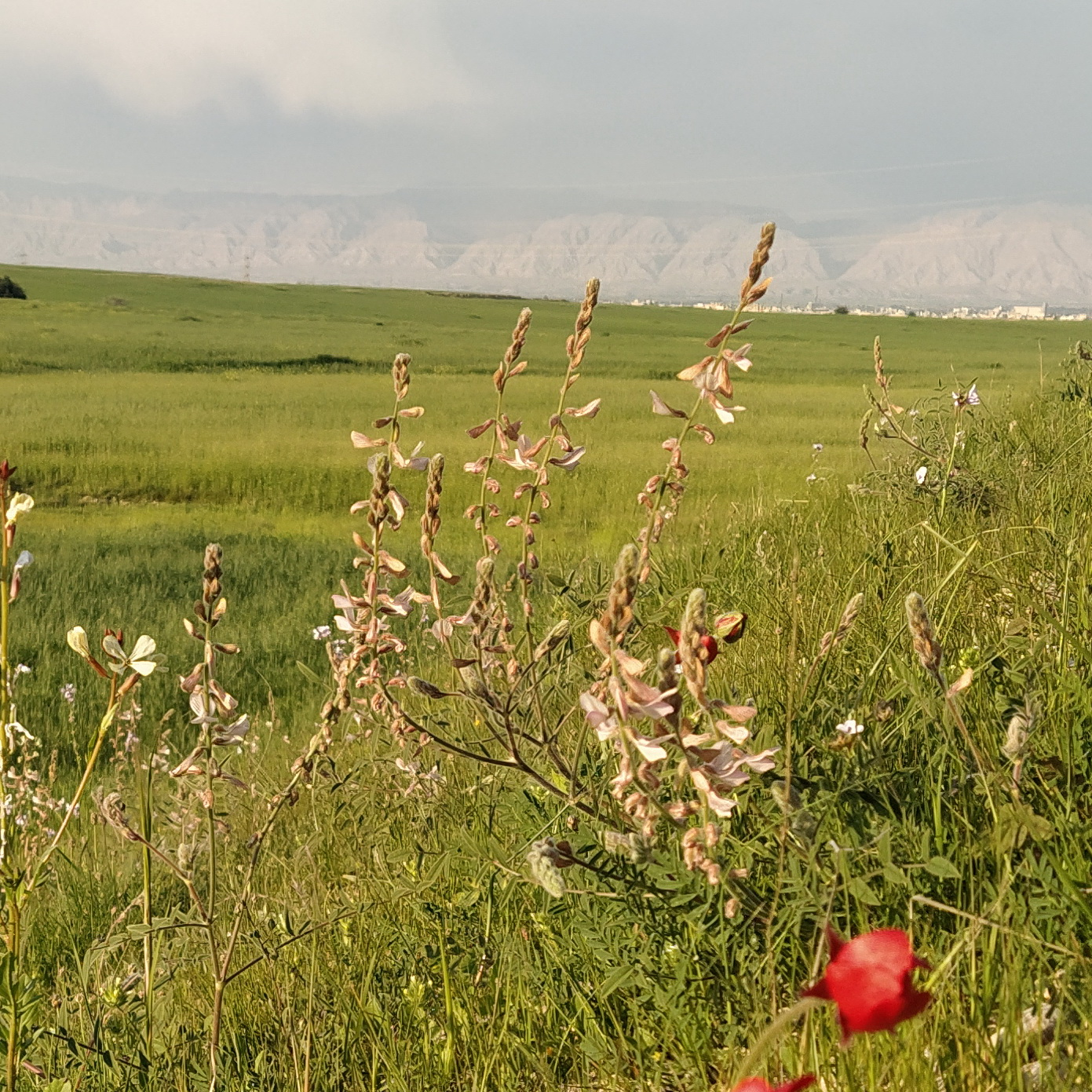
اسپرس ویکیفولیا خودرو در بهبهان
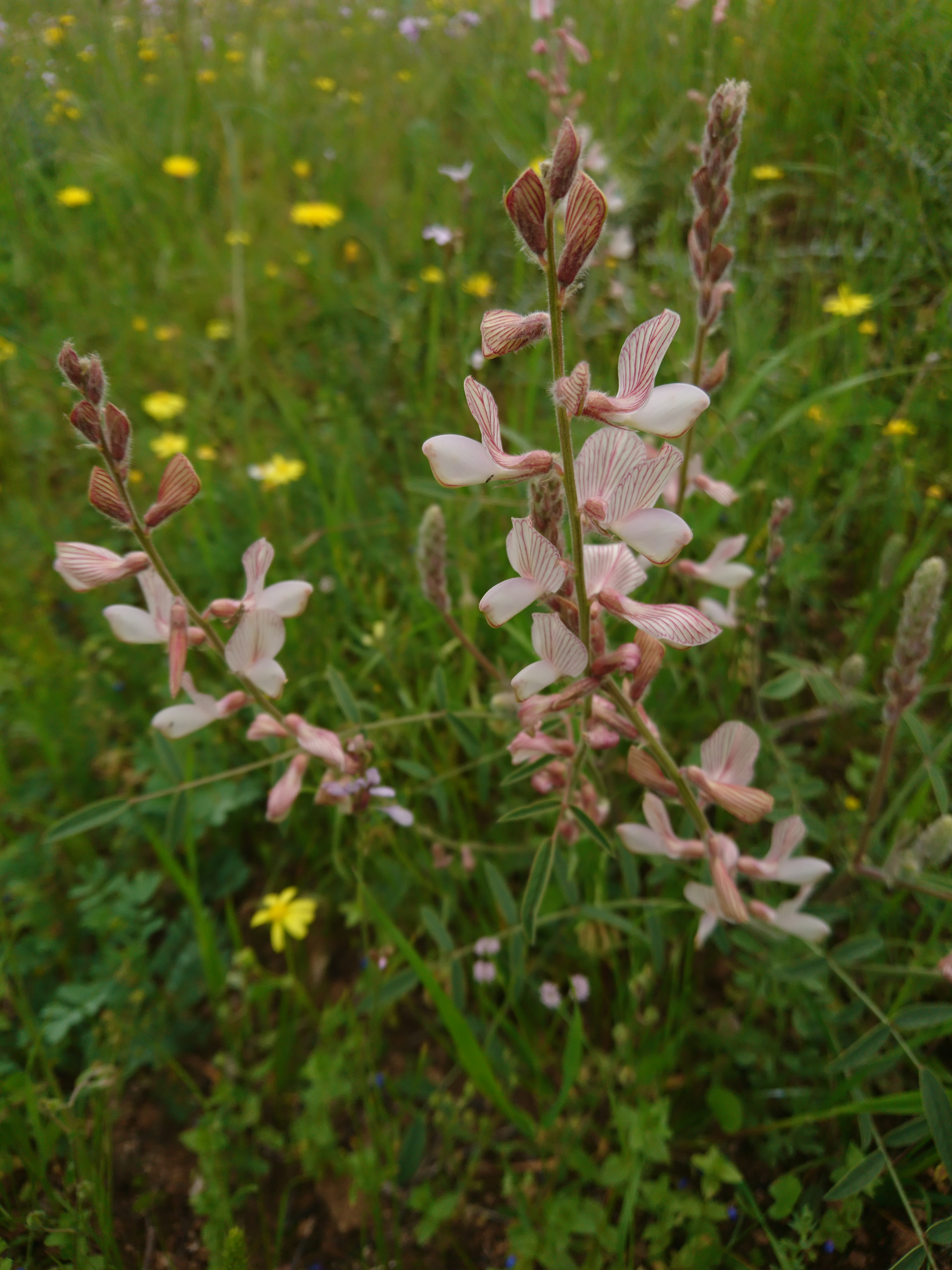
اسپرس ویکیفولیا خودرو در بهبهان